# Las Memorias de Sherlock Holmes
Las memorias de Sherlock Holmes es una colección de 12 cuentos de Sherlock Holmes, originariamente publicado en 1894, por Arthur Conan Doyle.

## Contenido y orden de publicación
Las doce historias (11 en las ediciones americanas) de las Memorias son:
| Título                                                                                         | Fecha de publicación        |
| ---------------------------------------------------------------------------------------------- | --------------------------- |
| «Estrella de plata »                                                                           | diciembre de 1892           |
| «La caja de cartón» (esta historia está en "Su última reverencia" en las ediciones americanas) | enero de 1893               |
| «El rostro amarillo»                                                                           | febrero de 1893             |
| «El oficinista del corredor de bolsa»                                                          | marzo de 1893               |
| «La corbeta "Gloria Scott"»                                                                    | abril de 1893               |
| «El ritual de los Musgrave»                                                                    | mayo de 1893                |
| «Los hacendados de Reigate»                                                                    | junio de 1893               |
| «La aventura del jorobado»                                                                     | julio de 1893               |
| «El paciente interno»                                                                          | agosto de 1893              |
| «El intérprete griego»                                                                         | septiembre de 1893          |
| «El tratado naval»                                                                             | octubre y noviembre de 1893 |
| «El problema final»                                                                            | diciembre de 1893           |

## Polémica porLa aventura de la caja de cartón
La primera edición de Londres de las memorias en 1894 no incluía "La aventura de la caja de cartón", aunque las doce historias aparecieron en la Strand Magazine. La primera edición de los Estados Unidos la incluía, pero fue rápidamente reemplazada por una edición revisada que la omitía.
La razón de la supresión no es clara. En Gran Bretaña fue aparentemente eliminada porque Doyle incluyó adulterio en la historia y era inapropiada para los lectores jóvenes. También pudo haber sido el motivo de la omisión en las ediciones estadounidenses, y algunas fuentes sostenían que la historia era inapropiada para el público americano.
Como resultado, esta historia no fue publicada en EE. UU. hasta muchos años después, cuando fue agregada a Su última reverencia. Aún hoy, muchas ediciones americanas la incluyen en Su última reverencia, cuando muchas ediciones británicas la incluyen en su lugar original en Las memorias de Sherlock Holmes.
Además, con la supresión de la historia se eliminan varias de sus páginas de apertura, donde Holmes emula a Dupin, se las cambió a "La aventura del paciente interno", y algunas versiones restauradas de "La caja de cartón" continúan con esta eliminación.
- Datos: Q860831
- Multimedia: The Memoirs of Sherlock Holmes / Q860831